# Nazionale olimpica di calcio dell'Algeria
La Nazionale olimpica algerina di calcio è la rappresentativa calcistica dell'Algeria che rappresenta l'omonimo stato ai Giochi olimpici.

## Storia
La nazionale olimpica dell'Algeria ha esordito ai giochi olimpici nel 1980. In quell'edizione arrivò seconda nella fase a gruppi dietro alla Germania Est, grazie ad una vittoria, un pareggio ed una sconfitta. Verrà però eliminata ai quarti di finale dalla Jugoslavia perdendo 3-0. Nell'edizione di Ri o 2016 finisce all'ultimo posto del girone con 1 punto.

## Partecipazioni ai tornei internazionali

### Giochi olimpici
| Anno | Luogo             | Piazzamento      | V | N | P | Gol |
| ---- | ----------------- | ---------------- | - | - | - | --- |
| 1952 | Helsinki          | Non partecipante | - | - | - | -   |
| 1956 | Melbourne         | Non partecipante | - | - | - | -   |
| 1960 | Roma              | Non partecipante | - | - | - | -   |
| 1964 | Tokyo             | Non partecipante | - | - | - | -   |
| 1968 | Città del Messico | Non qualificata  | - | - | - | -   |
| 1972 | Monaco di Baviera | Non qualificata  | - | - | - | -   |
| 1976 | Montréal          | Non qualificata  | - | - | - | -   |
| 1980 | Mosca             | Quarti di finale | 1 | 1 | 2 | 4:5 |
| 1984 | Los Angeles       | Non qualificata  | - | - | - | -   |
| 1988 | Seul              | Non qualificata  | - | - | - | -   |
| 1992 | Barcellona        | Non qualificata  | - | - | - | -   |
| 1996 | Atlanta           | Non qualificata  | - | - | - | -   |
| 2000 | Sydney            | Non qualificata  | - | - | - | -   |
| 2004 | Atene             | Non qualificata  | - | - | - | -   |
| 2008 | Pechino           | Non qualificata  | - | - | - | -   |
| 2012 | Londra            | Non qualificata  | - | - | - | -   |
| 2016 | Rio de Janeiro    | Primo turno      | 0 | 1 | 2 | 4:6 |
| 2020 | Tokyo             | Non qualificata  | - | - | - | -   |